# Таг мехир

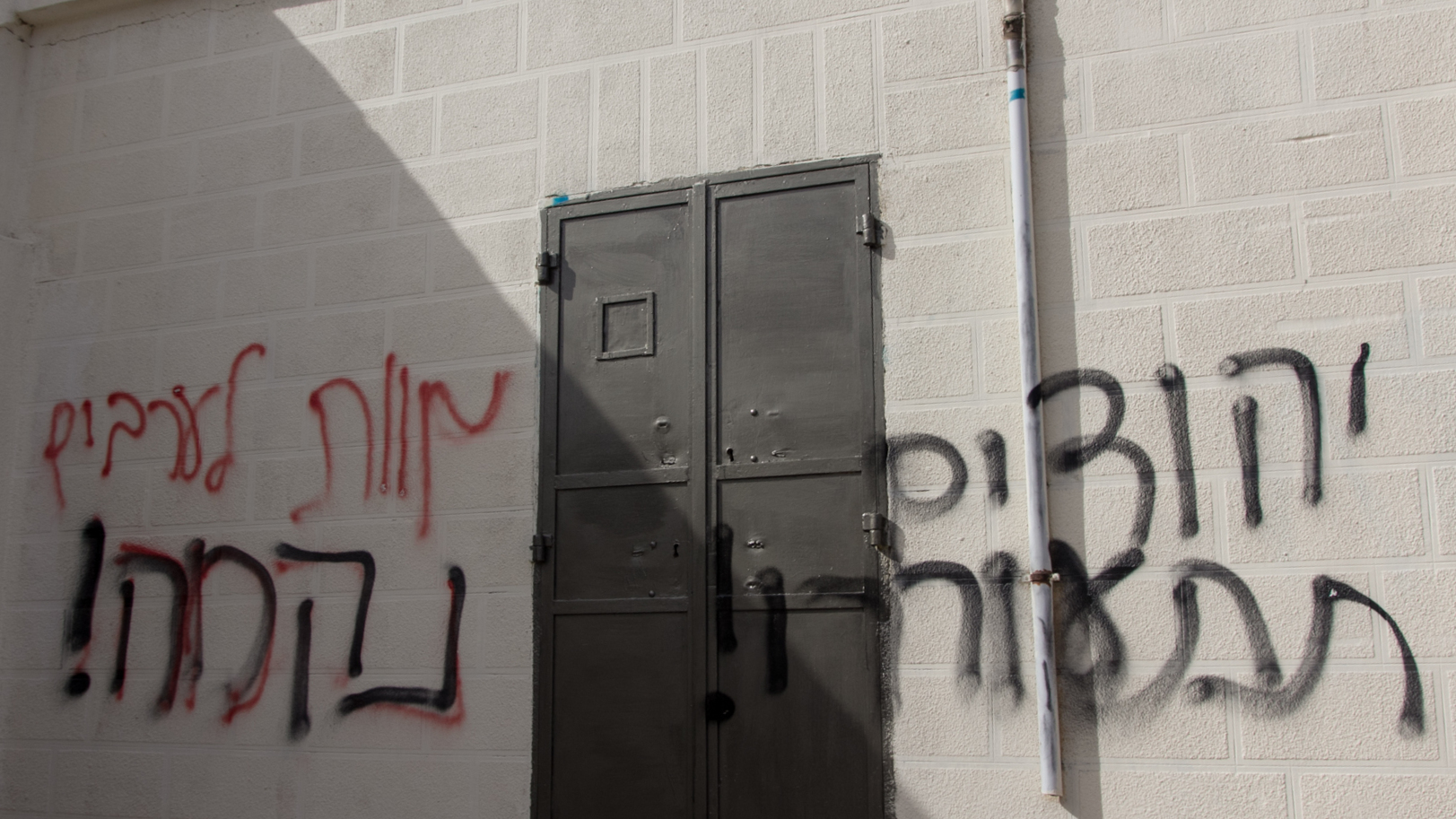
Граффити на палестинском доме: «Евреи, просыпайтесь!», «Смерть арабам», «Месть!» (31 января 2014)

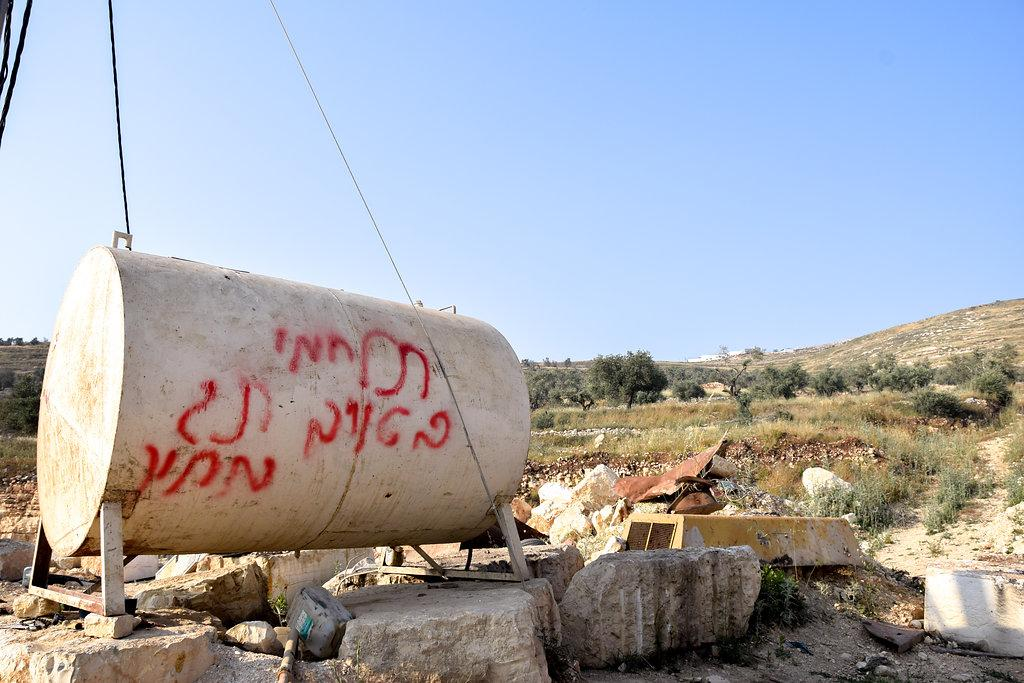
Граффити Таг мехир на баке для воды.

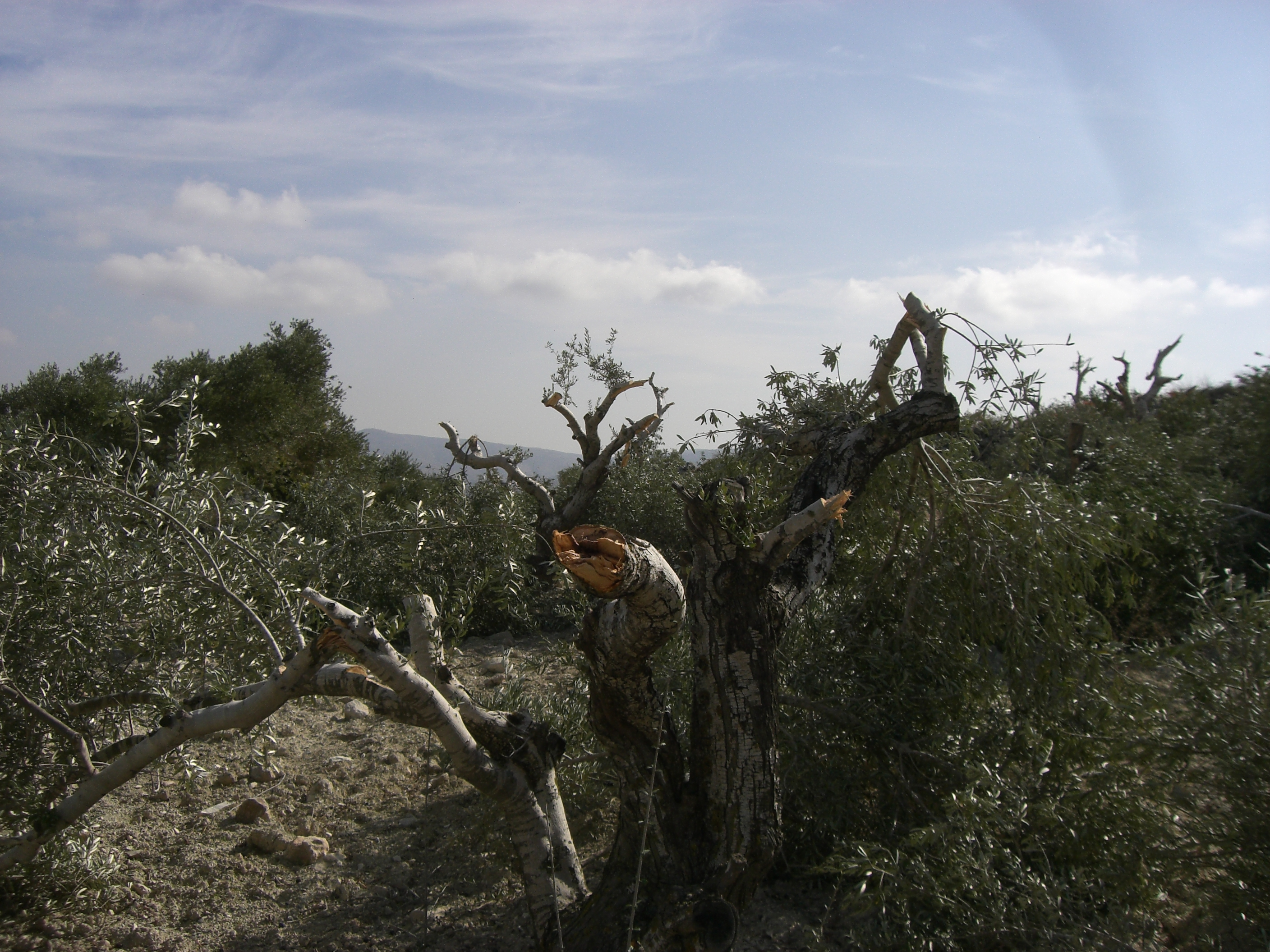
Оливковое дерево, сломанное поселенцами из Ицхара.

Таг мехир (ивр. תג מחיר‎ — «ценник») — название вандальных и насильственных действий, совершаемых в качестве возмездия радикальными группами из числа еврейских поселенцев в Израиле, как правило, по отношению к палестинцам и их имуществу, реже — по отношению к имуществу израильской полиции и армии (в частности, транспортным средствам). Иногда подобные действия бывают направлены против левых активистов и организаций. По мнению израильской спецслужбы Шабак, эти нападения имеют «террористический аспект».
Слоган был перенят и противоположной стороной: известны случаи использования граффити «таг мехир» со стороны палестинских арабов и израильских левых при совершении актов вандализма в отношении израильских поселений.

## Причины и цели
Как правило, действия «таг мехир» являются ответом евреев арабам на террористические акты, нападения и вандализм, а иногда на снос незаконных построек в форпостах израильской полицией и армией. Целью этих действий, по утверждению их приверженцев, является попытка отвадить арабов от нападения на евреев и вынудить израильское правительство прекратить ликвидацию форпостов и несанкционированных строений.

## Статистика
Согласно отчёту ООН за 2011 год, количество нападений евреев на арабов и их имущество увеличилось на 40 % по сравнению с 2010 годом и на 165 % по сравнению с 2009. По заявлению ООН, 90 % жалоб, поданных в израильскую полицию относительно насилия со стороны поселенцев, были закрыты без предъявления обвинений.
Первый приговор за действия «таг мехир» был объявлен 5 февраля 2014 г.

## Поддержка
Несмотря на то что у этой политики нет идеолога или раввина, который бы её открыто поддерживал, молодые люди, принимающие участие в этих действиях, как правило, ученики раввинов Ицхака Гинзбурга, Давида Дудковича и Ицхака Шапиры, которые стоят во главе иешивы «Од Йосеф Хай» в поселении Ицхар. По мнению прокуратуры, главы этой иешивы поощряют действия «таг мехир». Однако сам раввин Гинзбург призывает воздерживаться от актов насилия в отношении палестинцев.
Некоторые видные общественные деятели допускали высказывания, которые иногда истолковываются как поддержка политики «таг мехир». Рав Ицхак Шапира призывал придерживаться пути «круговой поруки» и объяснил, что «если кто-либо пострадал в одном месте, реакция должна быть везде». Аналогичные высказывания делала в 2008 году Даниэла Вайс (бывшая глава поселенческого движения Гуш Эмуним). Позже она заявила, что единственный «таг мехир», приемлемый для неё, — это основание нового форпоста на месте каждого ликвидированного. Раввин поселения Хар-Браха Элиэзер Меламед писал об эффективности тактики «таг мехир».

## В литературе
Акции возмездия израильских поселенцев в ответ на убийства, совершаемые палестинскими террористами, упоминаются в романе Дины Рубиной «Вот идёт Мессия!».

## Противоречия и оценки
В ряде случаев изначальные обвинения в адрес правых активистов в совершении актов вандализма не выдерживали проверки последующим расследованием полиции; также известны попытки использования соответствующих антиарабских граффити, чтобы навести полицию на ложный след.
В израильском обществе нередко звучит критика справа в адрес ряда СМИ, политиков и силовых структур за преувеличенное освещение актов насилия со стороны правых активистов и поселенцев при замалчивании или отрицании аналогичных или более тяжких действий, совершённых арабами.